# Liste der Fahnenträger der unabhängigen Olympiateilnehmer bei Olympischen Spielen
Die Liste der Fahnenträger der unabhängigen Olympiateilnehmer bei Olympischen Spielen listet chronologisch alle Fahnenträger unabhängiger Olympiateilnehmer bei den Eröffnungsfeiern Olympischer Spiele auf.

## Liste der Fahnenträger
| Mannschaft             | Veranstaltung | Fahnenträger (EF)                | Fahnenträger (AF) |
| ---------------------- | ------------- | -------------------------------- | ----------------- |
| 1992 in Barcelona      | Sommerspiele  |                                  |                   |
| 2000 in Sydney         | Sommerspiele  | Victor Ramos ( TLS)              |                   |
| 2012 in London         | Sommerspiele  | Brooklyn Kerlin (LOCOG-Mitglied) | LOCOG-Mitglied    |
| 2014 in Sotschi        | Winterspiele  | Volunteer                        | kein Einmarsch *  |
| 2016 in Rio de Janeiro | Sommerspiele  | Volunteer                        | Volunteer         |

Anmerkung: (EF) = Eröffnungsfeier, (AF) = Abschlussfeier
* Die indischen Athleten liefen bei der Eröffnungsfeier als unabhängige Olympiateilnehmer ein, da das Nationale Olympische Komitee Indiens seit Dezember 2012 wegen Nichteinhaltung von IOC-Richtlinien bei seiner anstehenden Funktionärswahl vom Internationalen Olympischen Komitee suspendiert war und diese auch bis zum Beginn der Winterspiele 2014 nicht durchgeführt hatte. Ab dem 11. Februar traten sie unter indischer Flagge an und repräsentierten bei der Schlussfeier Indien.

## Statistik
| Rang    | Sportart    | EF | AF | ∑ |
| ------- | ----------- | -- | -- | - |
| 1       | Volunteer   | 1  | 1  | 2 |
| 1       | OK-Mitglied | 1  | 1  | 2 |
| 3       | Boxen       | 1  | 0  | 1 |
| Gesamt: | Gesamt:     | 3  | 2  | 5 |

| Rang    | Sportart  | EF | AF | ∑ |
| ------- | --------- | -- | -- | - |
| 1       | Volunteer | 1  | 0  | 1 |
| Gesamt: | Gesamt:   | 1  | 0  | 1 |

| Rang    | Sportart    | EF | AF | ∑ |
| ------- | ----------- | -- | -- | - |
| 1       | Volunteer   | 2  | 1  | 3 |
| 2       | OK-Mitglied | 1  | 1  | 2 |
| 3       | Boxen       | 1  | 0  | 1 |
| Gesamt: | Gesamt:     | 4  | 2  | 6 |